# Excel (Alabama)
Excel – miasto w Stanach Zjednoczonych, w stanie Alabama, w hrabstwie Monroe. W roku 2023 miasto zamieszkiwało 531 osób, a gęstość zaludnienia wynosiła 123,5 osoby/km².